# Карадник
Карадник (на сръбски: Карадник или Karadnik) е село в община Буяновац, Пчински окръг, Сърбия.

## История
В края на XIX век Карадник е село в Прешевска кааза на Османската империя. Според статистиката на Васил Кънчов от 1900 г. Карадник е населявано от 196 жители българи християни. Според патриаршеския митрополит Фирмилиан в 1902 година в Карадакник има 33 сръбски патриаршистки къщи.
От 2014 до 2016 година е изградена църквата „Възнесение Господне“. Осветена е в 2016 година от епископ Пахомий Врански.

## Население
- 1948 – 431
- 1953 – 449
- 1961 – 438
- 1971 – 396
- 1981 – 384
- 1991 – 379
- 2002 – 455, 451 (99,12%) – сърби и 4 (0,87%) други